# Светлините на вариетето
„Светлините на вариетето“ (на италиански: Luci del varietà) е италиански драматичен игрален филм в стилистиката на Италианския неореализъм, излязъл по екраните през 1951 година, режисиран от Федерико Фелини и Алберто Латуада, и с участието на Пепино Де Филипо, Джулиета Мазина и Карла Дел Поджо в главните роли. Сценарият е написан също от Фелини и Латуада в сътрудничество с Тулио Пинели и Енио Флаяно.

## Сюжет
Лили е красива млада провинциалистка, която мечтае да си пробие път в шоубизнеса. Избягва от къщи и постъпва в малка вариететна трупа. Кеко, ръководителят на актьорите, изневерява на годеницата си Мелина с новодошлата. Заради нея изоставя трупата, докато накрая не се оказва на свой ред изоставен. Не му остава нищо друго, освен да се прибере при предишните си спътници и Мелина, която междувременно му е простила. Трупата отново е в пълен състав и пътува с влак в търсене на подходящо място за представление, когато във вагона се появява хубаво момиче. Кеко веднага му хвърля око и историята започва отначало...

## В ролите
| Актьор           | Роля                   |
| ---------------- | ---------------------- |
| Пепино Де Филипо | Кеко Дал Монте         |
| Карла Дел Поджо  | Лиляна Антонели (Лили) |
| Джулиета Мазина  | Мелина Амур            |
| Джина Маскети    | Валерия Дел Соле       |
| Джон Кицмилър    | тромпетистът Джони     |
| Данте Маджо      | Ремо                   |
| Джулио Кали      | магът Едисон Уил       |
| Силвион Баганини | Бруно Антонини         |
| Джозеф Фалета    | стрелецът Бил          |